# Aelurillus bokerinus
Aelurillus bokerinus är en spindelart som beskrevs av Prószynski 2003. Aelurillus bokerinus ingår i släktet Aelurillus och familjen hoppspindlar. Inga underarter finns listade i Catalogue of Life.